# ジフェンヒドラミン

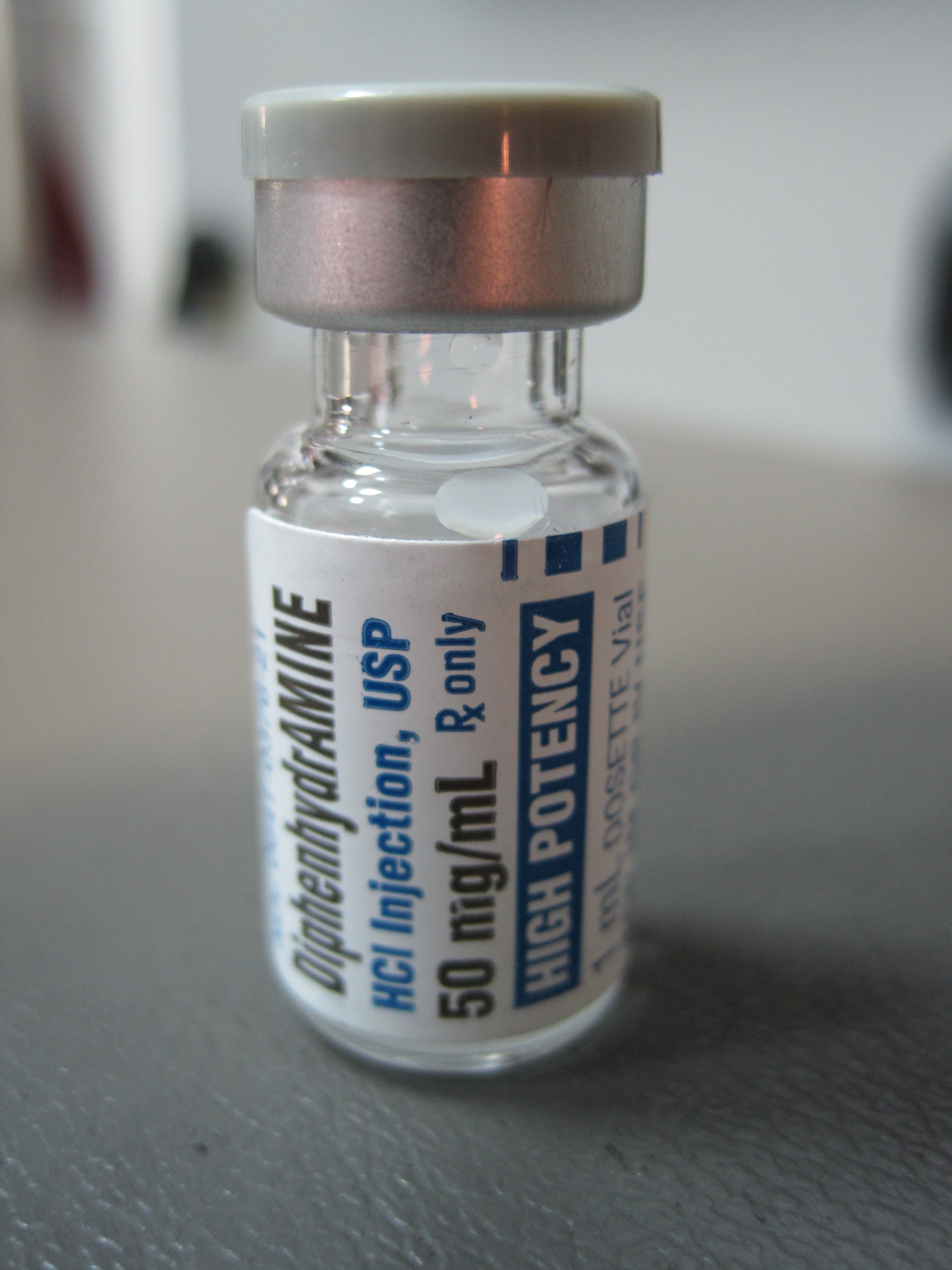
ジフェンヒドラミン (Diphenhydramine)

ジフェンヒドラミン (Diphenhydramine) は、H1受容体拮抗薬のうち、古い第一世代抗ヒスタミン薬に属する化合物のひとつである。製品名はレスタミンコーワ錠（興和創薬販売）。
末梢および中枢のヒスタミンと競合的に拮抗することにより炎症、気道分泌の抑制、鎮静作用がある。また、イヌやネコでは乗り物酔いの予防薬として使用される。主に風邪薬や鼻炎薬など、抗ヒスタミン薬として用いられるが、顕著な眠気の副作用が問題視されており、1980年代には第二世代抗ヒスタミン薬が登場している。
一方、その副作用を逆に利用したのがドリエルなどの睡眠改善薬 である。不眠症への使用や長期連用は推奨されない。ジフェンヒドラミンの鎮静作用にする耐性は、非常に早く形成される。不適切に用いられた場合、弱い精神依存に繋がることがある。睡眠のステージ3や4あるいはREM睡眠を変化させることはない。

## 効能・効果
- じん麻疹、皮膚疾患に伴うそう痒（湿疹・皮膚炎）、春季カタルに伴うそう痒、枯草熱、急性鼻炎、アレルギー性鼻炎、血管運動性鼻炎

## 歴史
ジフェンヒドラミンは抗ヒスタミン薬のうち最初期の薬剤であり、持続が短く、鎮静などの副作用が短かったため、後に第二世代抗ヒスタミン薬と呼ばれるこれらの点を改良した薬剤が開発されてきた。
1960年代に、ジフェンヒドラミンが神経伝達物質のセロトニンの再取り込みを阻害することが発見され、この発見をきっかけに、類似の構造を持ちながら副作用が少ない抗うつ薬の探索が行われた結果、アメリカ合衆国で広く用いられている選択的セロトニン再取り込み阻害薬（SSRI）である、フルオキセチン（プロザック）の発見につながった。

## ガイドライン
日本睡眠学会のガイドラインでは、不眠症、特に慢性の場合にジフェンヒドラミンなどの第一世代抗ヒスタミン薬は推奨されず、短期間に用いられても、眠気や精神運動機能の低下の説明が必要であるとしている。痒みによる二次性の不眠症に対して、催眠鎮静作用のため、第一世代ではなく第二世代抗ヒスタミン薬を副作用も考慮して用いるべきである。
強い抗コリン作用のため、高齢者に避けたほうがいい医薬品リストのビアーズ基準に掲載されている。

## 禁忌
内服薬は、緑内障の患者や前立腺肥大等下部尿路に閉塞性疾患のある患者には禁忌である。

## 副作用
ジフェンヒドラミンは、強い抗コリン薬である。この作用は副作用につながり、口渇、心拍の増加、瞳孔拡大、尿閉、便秘、高用量では幻覚、せん妄を起こすことがある。他の副作用として、運動失調、肌の紅潮、かすみ目、鎮静、集中困難、短期的な記憶喪失、視覚障害、呼吸不正、眩暈、易刺激性、瘙痒、混乱、体温の上昇（通常、手や足）、一時的な勃起障害、興奮性、また高用量では嘔吐である。
急性毒性は致命的となることがあり、心血管虚脱等で2～18時間で死亡につながる。一般的に対症療法で治療される。

## 薬物動態
医薬品の添付文書においては、中枢神経抑制作用のため他の抑制剤との併用注意などがある。

## 睡眠改善薬
ジフェンヒドラミンが引き起こす眠気を逆手に取り、眠気を効能とする一般用医薬品が2003年以降数社から販売されている。抗ヒスタミン薬であるため、ベンゾジアゼピン系薬物などのような睡眠薬とは異なる抗ヒスタミン作用により効果がもたらされる。発売当時から話題を呼び、瞬く間に品薄状態となり2003年のヒット商品となり、効能を模倣した他社製品が発売されることになった。なお、睡眠改善薬としての発売以前からも蕁麻疹や鼻炎などに効能を持つ抗ヒスタミン薬として同成分を含有した製品がOTC薬として市販されていた他、入眠効果のある古典的な鎮静剤でブロムワレリル尿素を主成分とした製品や、漢方薬を主成分とした鎮静薬（メンテックなど）も存在する。
これは、副作用を利用したもので、不眠症の場合は市販の睡眠薬を長期に使用してはいけない。1日1回の就寝前の服用で、連用は避け、2、3回の使用に留めるべきである。ジフェンヒドラミンの鎮静作用に対する耐性は、非常に早く形成され、ジフェンヒドラミンを1日2回服用したとき、眠気の水準は、4日目ではもはや偽薬と同等の作用であったと報告されている。不適切に用いられた場合、弱い精神依存につながることがある。
こうした副作用には個人差があり、過去に抗ヒスタミン薬やこれを含む医薬品を飲んで、眠気を感じたことのある者に対しては、ドリエルが睡眠改善薬として有効であることが期待できる。なお、服薬後は乗り物の運転は禁忌である。常用を抑止する意味合いから一度に購入できるのは3箱までと決められている。
依存性や、特に高用量の服用で、副作用として幻覚や不安焦燥、せん妄などに陥り、異常行動に至る可能性があることは、使用者に十分に認識されていないのではないかと危惧されている。また、まれではあるが、意識障害による異常行動の結果、自傷行為に至る例もあり、注意すべきである。